# 8700 Gevaert
A 8700 Gevaert (ideiglenes jelöléssel 1993 JL1) a Naprendszer kisbolygóövében található aszteroida. Eric Walter Elst fedezte fel 1993. május 14-én.